# Villalba de la Sierra
Villalba de la Sierra é um município da Espanha na província de Cuenca, comunidade autónoma de Castilla-La Mancha, de área 40,87 km² com população de 616 habitantes (2004) e densidade populacional de 15,07 hab/km².

## Demografia
| Variação demográfica do município entre 1991 e 2004 | Variação demográfica do município entre 1991 e 2004 | Variação demográfica do município entre 1991 e 2004 | Variação demográfica do município entre 1991 e 2004 |
| --------------------------------------------------- | --------------------------------------------------- | --------------------------------------------------- | --------------------------------------------------- |
| 1991                                                | 1996                                                | 2001                                                | 2004                                                |
| 538                                                 | 528                                                 | 600                                                 | 616                                                 |